# Antonio Rodríguez San Juan
Antonio Rodríguez San Juan (Maracaibo, Venezuela; 12 de abril de 1957) es un político y militar venezolano, el cual fue gobernador del estado Vargas, entre 2000 y 2008 (dos períodos consecutivos de 4 años).

## Biografía
Nació el 12 de abril de 1957 en Maracaibo. Realizó la carrera militar obteniendo el grado de Mayor. Inició su carrera política en el año 1994 como miembro del MBR-200, el antecesor del partido político Movimiento V República (MVR) fundado por el presidente Hugo Chávez.
En el año de 1998 fue elegido como diputado por el estado Vargas, y en el año 1999 fue elegido como constituyente en representación de ese mismo estado. La Asamblea Nacional Constituyente de ese año redactó una nueva constitución que fue sometida a consulta popular (Referéndum) el día 15 de diciembre de 1999, obteniendo una aprobación del pueblo venezolano superior al 70% de los votantes. El día siguiente, el estado Vargas, sufrió el mayor desastre natural que jamás haya sufrido Venezuela. Se estima que murieron en pocas horas aproximadamente unas 10 000 personas.
En junio del año siguiente, Antonio Rodríguez San Juan, fue reelegido para continuar en el mismo cargo (por cuatro años más), y otra vez en el año de 2004. El 9 de enero de 2007, manifestaciones en Catia La Mar que solicitaban su destitución terminaron 4 personas detenidas. Ese año sectores seguidores de Chávez pero adversos a Rodríguez San Juan recogieron firmas para solicitar un referéndum revocatorio de su mandato. Actualmente reside en Madrid, España. Está retirado de la política.